# Astronomische afstandsmeting
Astronomische afstandsmeting is de meting van de afstand van een astronomisch object tot de Aarde. Omdat de afstanden zo groot zijn gebeurt dit op indirecte wijze en worden er afhankelijk van de afstand verschillende meetmethodes gebruikt.

## Afstand tot de maan

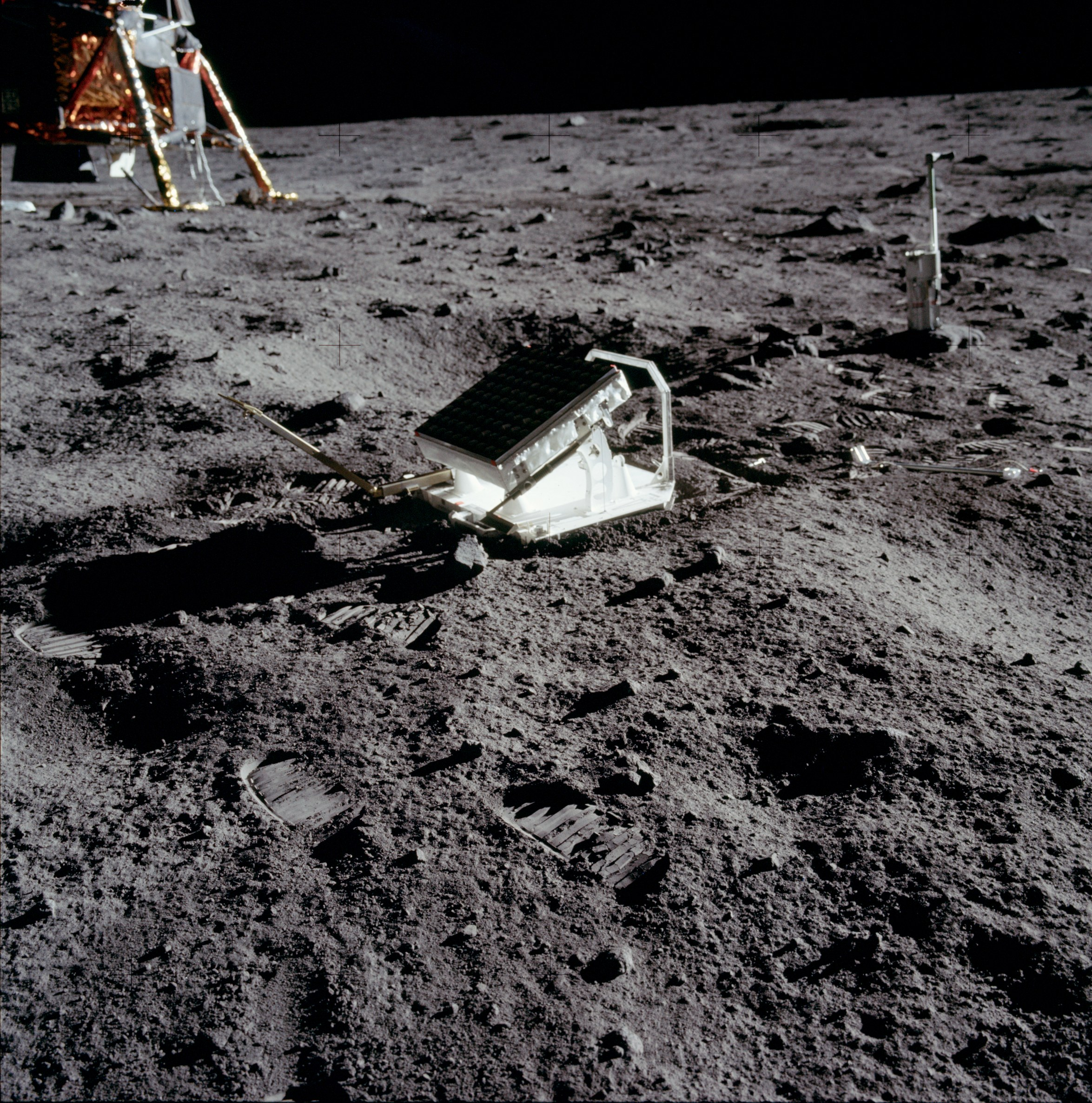
Reflector op de Maan, geplaatst in het kader van het Lunar Laser Ranging Experiment, 1969

De afstand tot de Maan varieert tussen 363.345 km en 405.500 km. De gebruikte meetmethode is wel tot op een millimeter nauwkeurig door het gebruik van de looptijd van een laserbundel. De bemanning van Apollo 11 en ook latere bezoekers van de Maan hebben er retroreflectors neergezet, dit zijn kubushoeken die licht terugkaatsen in de richting van waaruit het komt.

## Afstanden binnen het zonnestelsel
De waarde van de astronomische eenheid, de gemiddelde afstand van de Aarde tot de zon, is bepaald uit telemetrie van ruimtesondes en radarmetingen van planeten en planetoïden met een nauwkeurigheid van 3 meter. Afstanden van andere objecten volgen uit de astronomische eenheid en de wetten van Kepler.

## Nabije afstanden binnen het melkwegstelsel

### Parallaxmethode

Parallaxmethode

Afstanden tussen de aarde en een ster kunnen tot een afstand van ongeveer 1600 lichtjaar met de parallax methode worden gemeten. Omdat de parallax kleiner wordt met toenemende afstand, kunnen afstanden alleen worden gemeten voor sterren waarvan de parallax groter is dan de meetnauwkeurigheid, die typisch enkele milliboogseconden is. 
De ster wordt dan vanuit twee verschillende posities waargenomen. Die twee posities zijn twee punten in de baan van de Aarde, bijvoorbeeld met zes maanden tussentijd. Op telescoopfoto's wordt dan vergeleken over welke hoek in boogseconden de plaats van de ster afwijkt ten opzichte van de vaste sterren die veel verder staan. Een ster heeft ook een eigenbeweging. Er zijn dan ook minstens drie waarnemingen nodig, steeds met een half jaar tussenruimte. Uit het verschil tussen de eerste en de derde waarneming (die idealiter op dezelfde dag van het jaar gemaakt zijn) blijkt de eigenbeweging, uit het verschil met de tweede waarneming de afstand.
Een parallax van een boogseconde komt overeen met een afstand van een parsec ofwel 3,26 lichtjaar. De eerste parallax is gemeten in 1838 door Friedrich Bessel van de ster 61 Cygni.
De astrometrische waarnemingen van de satelliet Hipparcos hebben de afstanden van ongeveer 100.000 sterren in de Melkweg nauwkeurig bepaald en 2,5 miljoen afstanden wat minder nauwkeurig. De satelliet Gaia, die in 2013 gelanceerd is, kan parallaxen met een nauwkeurigheid van 10 microboogseconden meten (afstand tot enkele tienduizenden lichtjaar).
Van sommige objecten kan tot op grote afstand de parallax gemeten worden door middel van very-long-baseline interferometry. De grootste zo gemeten afstand is 7800 lichtjaar voor de pulsar PSR B1508+55.

### Dynamische parallax
De afstand van dubbelsterren kan met behulp van de dynamische parallaxmethode worden gemeten.

## Verre afstanden binnen het melkwegstelsel en afstanden tot nabije extragalactische stelsels
Afstanden tot 10.000 lichtjaar zijn te bepalen door vergelijking van de spectra van het licht dat sterren uitzenden. Als twee sterren eenzelfde spectrum hebben, dan zullen ze ook eenzelfde magnitude, helderheid hebben. Vergelijking van de aangenomen intrinsieke helderheid met de waargenomen schijnbare helderheid geeft een schatting van de afstand. Hierbij moet worden gecorrigeerd voor interstellaire extinctie, de verzwakking van de ster door kosmisch stof langs de gezichtslijn.

## Afstanden tot spiraalvormige sterrenstelsels
Voor nog grotere afstanden tot een spiraalvormig sterrenstelsel worden waarnemingen gedaan aan een specifiek type veranderlijke sterren, de Cepheïden. Hun helderheid verandert met een bepaalde periode. Uit de waarnemingen op kortere afstanden is gebleken dat Cepheïden met gelijke periode even helder zijn. Ongeveer 3 % van de sterren zijn Cepheïden. Het volstaat dus om van één Cepheïde in een sterrenstelsel de periode en de schijnbare helderheid te meten om de afstand tot het stelsel te kunnen bepalen.
Voor de afstandsbepaling van spiraalvormige sterrenstelsels kan ook gebruik worden gemaakt van de Tully–Fisher-relatie.

## Afstanden tot elliptische sterrenstelsels
Voor nog grotere afstanden tot sterrenstelsels, in het bijzonder elliptische sterrenstelsels, worden superreuzen waargenomen. De Cepheïden zijn dan te zwak om nog waar te nemen, maar de superreuzen zijn de helderste stabiele sterren in het heelal. De veronderstelling is, dat alle sterren van het type superreus ongeveer dezelfde intrinsieke helderheid hebben. Uit de schijnbare helderheid volgt de afstand. De afstandsmodulus, het verschil tussen de schijnbare magnitude en de absolute helderheid van een object, is een maat voor de afstand tot sterrenstelsels en clusters.

## Afstanden tot quasars
Voor de grootste afstanden, bijvoorbeeld tot quasars tot 13,6 miljard lichtjaar, is roodverschuiving een algemeen toegepaste methode. In het spectrum van waterstof wordt een bepaalde spectraallijn waargenomen. Uit de meting hoever die spectraallijn naar het rood is opgeschoven, volgt met het dopplereffect de theoretische snelheid van het sterrenstelsel. Uit afstandsmetingen op kortere afstanden is gebleken dat sterrenstelsels van elkaar wegvluchten en wel met een grotere snelheid naarmate de afstand groter is. Dat is met de oerknal begonnen Uit de gemeten snelheid volgt dus met de wet van Hubble-Lemaître de afstand.